# Меняйловское сельское поселение
Меняйловское сельское поселение — упразднённое сельское поселение в Алексеевском районе Белгородской области.
Административный центр — село Меняйлово.
Упразднено 19 апреля 2018 с преобразованием Алексеевского муниципального района в Алексеевский городской округ.

## Население
| 2010 | 2011 | 2012 | 2013 | 2014 | 2015 | 2016 |
| ---- | ---- | ---- | ---- | ---- | ---- | ---- |
| 783  | ↘781 | ↘753 | ↘736 | ↘707 | ↘690 | ↘677 |
| 2017 | 2018 |      |      |      |      |      |
| ↘666 | ↘639 |      |      |      |      |      |

## Состав сельского поселения
| № | Населённый пункт | Тип населённого пункта       | Население |
| - | ---------------- | ---------------------------- | --------- |
| 1 | Алексеенково     | село                         | ↘292      |
| 2 | Дудчин           | хутор                        | ↘5        |
| 3 | Меняйлово        | село, административный центр | ↘424      |
| 4 | Пышнограев       | хутор                        | ↘8        |
| 5 | Сероштанов       | хутор                        | ↘7        |
| 6 | Тараканов        | хутор                        | ↘33       |
| 7 | Шапошников       | хутор                        | ↘14       |

## Экономика
Из 7 населенных пунктов входящих в состав сельского поселения 5 газифицированы.

### Предприятия
- ООО Агро Меняйлово[12]